# Iniciativa Liberal
Iniciativa Liberal (IL) es un partido político portugués de ideología liberal clásica. Fue fundado en el año 2017 y concurrió a su primer evento electoral en las parlamentarias europeas de 2019.

## Historia
En las elecciones parlamentarias de 2019 el partido logra por primera vez en su historia representación en la Asamblea de la República tras el escaño obtenido por João Fernando Cotrim de Figueiredo en la circunscripción electoral de Lisboa.

## Ideología
Iniciativa Liberal cree en la libertad individual, por la cual todos los individuos poseen derechos fundamentales entre los que se incluyen la posibilidad de tener una vida propia, disponer de propiedades o escoger cómo quiere vivir en comunidad. Su concepción particular de la libertad abarca tanto el ámbito económico, como el social y político y entiende que si se restringe alguno de ellos la libertad deja de existir. Defiende los ideales que consigan personas libres, sociedades libres, mercados libres y ciudadanos libres.
Sus ideas políticas se sustentan en el hecho de que la libertad es el mayor motor de desarrollo humano, de armonía social y de prosperidad económica.

## Organización
Los órganos de dirección del partido son: la Comisión Ejecutiva, el Consejo de Jurisdicción, el Consejo de Fiscalización y el Consejo Nacional. Además posee núcleos territoriales en Aveiro, Braga, Cascais, Lisboa, Madeira, Oeiras y Oporto, así como un núcleo "temático" para sus juventudes.

## Programa político
El 5 de mayo de 2018, Iniciativa Liberal aprobó su programa político bajo el eslogan "Menos Estado, Más Libertad" (en portugués, Menos Estado, Mais Liberdade) construido de manera colaborativa e incluyendo propuestas incluso a través de correo electrónico. 
El partido propone la reducción del número de funcionarios públicos, la extensión del sistema sanitario del funcionariado a todos los portugueses, así como ampliar la libertad a la hora de que los padres escojan la escuela de sus hijos sin que tenga que estar obligatoriamente ligada a la residencia del alumno.

### Programa para las elecciones legislativas de 2019
Entre las medidas anunciadas para las elecciones parlamentarias de 2019, se encuentran:
- Fijar una tasa única de IRS (Imposto sobre o Rendimento de Pessoas Singulares) del 15%.

- Extensión del ADSE (Instituto de Proteção e Assistência na Doença) a todos los ciudadanos portugueses. Este organismo es el encargado de la asistencia sanitaria del cuerpo de funcionarios portugueses.

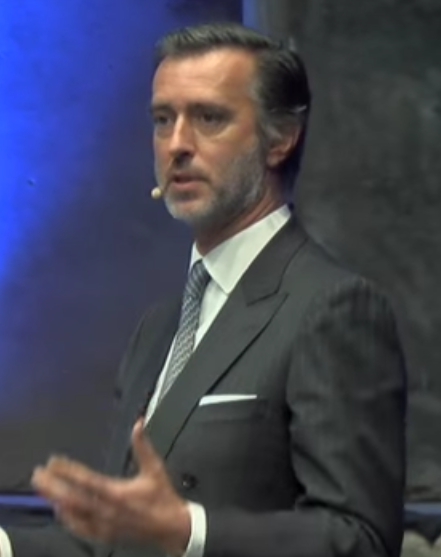
En las elecciones parlamentarias de 2019, Iniciativa Liberal consiguió su primer diputado en la Asamblea de la República, João Cotrim de Figueiredo, por la circunscripción de Lisboa.

- En las elecciones parlamentarias de 2019, Iniciativa Liberal consiguió su primer diputado en la Asamblea de la República, João Cotrim de Figueiredo, por la circunscripción de Lisboa.Libertad de elección de escuela tanto en el sistema público como privado.

- Otorgar más libertad a las universidades a la hora de definir los criterios de admisión.

## Resultados electorales

### Elecciones generales
| Fecha | Votos   | %           | +/-  | Diputados | +/-         |
| ----- | ------- | ----------- | ---- | --------- | ----------- |
| 2019  | 67.681  | 1,29 (8.º)  | 1,29 | 1/230     | 1           |
| 2022  | 273.399 | 4.91 (4.º)  | 3,62 | 8/230     | 7           |
| 2024  | 319.685 | 4,94% (4.º) | 0,03 | 8/230     | Sin cambios |
| 2025  | 330.149 | 5,53% (4.º) | 0,59 | 9/230     | 1           |

### Elecciones europeas
| Fecha | Votos   | %           | +/-  | Diputados | +/- |
| ----- | ------- | ----------- | ---- | --------- | --- |
| 2019  | 29.120  | 0,88 (11.º) | 0,88 | 0/21      | 0   |
| 2024  | 386.705 | 9,09 (4.º)  | 8,20 | 2/21      | 2   |